# Rioja Airlines
Rioja Airlines era una compañía aérea con capital íntegramente riojano que, operando desde el Aeropuerto de Logroño-Agoncillo, ofrecía vuelos a Sevilla, Málaga y Alicante.Realizó su vuelo inaugural el 24 de junio de 2007 con un viaje a Sevilla, pero tres meses más tarde, el 9 de septiembre, suspendió todos sus vuelos y cesó su actividad.
La compañía usaba dos aviones turbohélice de la familia ATR que alquilaba a la empresa aragonesa Plaza Servicios Aéreos, y después a la valenciana Euro Continental Air.

## Antiguos destinos
| Destinos | Aeropuertos                           |
| -------- | ------------------------------------- |
| Alicante | Aeropuerto de Alicante-Elche          |
| Logroño  | Aeropuerto de Logroño-Agoncillo (HUB) |
| Málaga   | Aeropuerto de Málaga                  |
| Sevilla  | Aeropuerto de Sevilla                 |

## Flota histórica
| Aeronaves | Total | Introducido | Retirado | Matrículas | Notas                                                                  |
| --------- | ----- | ----------- | -------- | ---------- | ---------------------------------------------------------------------- |
| ATR 42    | 1     | 2007        | 2007     | ??         | Arrendado a Euro Continental Air. Para los vuelos a Alicante y Sevilla |
| ATR 72    | 1     | 2007        | 2007     | EC-KAD     | Alquilado a Plaza Servicios Aéreos. Para vuelos a Málaga               |